# إلناز شاكردوست
إلناز شاكردوست (بالفارسية: الناز شاکردوست) (28 يونيو 1984 في طهران، إيران) ممثلة إيرانية.

## الأفلام
- گل يخ «زهرة الثلج» (2004)
- مجردها «العزاب» (2004)
- عروس فراري «العروسة الهاربة» (2004)
- القتل على الهواء مباشرة «قتل آنلانين» (2005)
- چه كسي امير را كشت؟ «من قتل أمير؟» (2005)
- مجنون ليلى
- شيرين (2008)
- عديم الوفاء «بي وفا» (2006)
- قانون اللعبة «قاعده بازي» (2006)
- قافلة الموت «كارناوال مرگ» (2006)
- الفضيحة «رسوايي». (2013)[2]

## روابط خارجية
- إلناز شاكردوست على موقع IMDb (الإنجليزية)
- إلناز شاكردوست على موقع قاعدة بيانات الفيلم (الإنجليزية)